# Doodle (sitio web)
Doodle es una herramienta de calendario on line suiza para administración de tiempo, y coordinación de reuniones. Está basada en Zúrich, Suiza y ha estado operativa desde 2007. Tiene oficinas en Berlín, Tel Aviv, y Belgrado.
Se les pregunta a los usuarios que determinen el mejor tiempo y fecha para reunirse. El organizador entonces escoge el tiempo que conviene a todo el mundo y la reunión se puede reservar en su calendario. Los coordinadores del encuentro (administradores) reciben alertas de correo electrónico sobre votos y comentarios. Se requiere estar inscrito para tener esta función.
En 2014, el gigante medio de comunicación suizo Tamedia aumentó su participación en Doodle a un 100 por ciento. Doodle liberó sus aplicaciones Android e iOS en 2014. También ha superado la barrera de los 20 millones de usuarios mensuales.
Doodle adquirió Meekan en 2016. Meekan es un bot conversacional desarrollado en Israel. Meekan utiliza inteligencia artificial y procesamiento de lenguaje natural para planificar reuniones. Doodle desde entonces ha empezado a integrar esta tecnología a sus productos.
En 2016, Doodle fue utilizado por más de 180 millones de usuarios únicos en 175 países diferentes.
Alicia Coleman empezó como nueva CEO de Doodle en junio de 2020, siguiendo a la partida de Gabriele Ottino después de 3 años como CEO de Doodle.
Doodle interacciona con varios sistemas de calendario externos. Calendario de Google, Calendario de Yahoo, Microsoft Outlook y Apple iCal se pueden utilizar con Doodle para seguir fechas. Se puede emplear Mapas de Google para compartir la ubicación del acontecimiento.  En noviembre de 2018, se lanzó Doodle 1:1, que permitía a los usuarios programar fácilmente reuniones personales.
Otros competidores populares, que en conjunto se pueden denominar como "combinadores de fechas (date matchers)", son When2Meet, Dudle (software libre, mantenido por TU Dresde), ScheduleOnce, Tungle (el cual cesó el 3 de diciembre de 2012), TimeBridge (cesado), WhenIsGood, Framadate (software autoalojable libre, con una versión web), Xoyondo, y LetsMeetOn.
En mayo de 2025, Christian Fielitz fue nombrado nuevo CEO de Doodle, sucediendo a Renato Profico.